# Stephanie Wehner
Stephanie Dorothea Christine Wehner (geboren am 8. Mai 1977 in Würzburg) ist eine deutsche Physikerin und Informatikerin. Sie ist die Leiterin der Initiative „Quantum Internet and Networked Computing“ am QuTech der Technischen Universität Delft und bekannt für die Einführung des Rauschspeichermodells in der Quantenkryptographie. Wehners Forschung konzentriert sich hauptsächlich auf die Quantenkryptographie und Quantenkommunikation. Sie entdeckte zusammen mit Jonathan Oppenheim, dass der Anteil der Nichtlokalität in der Quantenmechanik durch das Unschärferelationsprinzip begrenzt ist.

## Werdegang
Sie studierte an der Universität von Amsterdam und promovierte am CWI. Danach wechselte sie als Postdoktorandin zu Caltech (unter John Preskill).
Wehner beschäftigte sich mit Computersicherheit, zum Beispiel Kernel-Rootkits und arbeitete als professionelle Hackerin.
Von 2010 bis 2014 war Wehner Assistenzprofessorin und später außerordentliche Professorin am Fachbereich Informatik der National University of Singapore und leitende Wissenschaftlerin am Zentrum für Quantentechnologien. Im Jahr 2014 begann sie als außerordentliche Professorin an der QuTech, Technische Universität Delft, und ist seit 2016 Antoni van Leeuwenhoek-Professorin an der Technischen Universität Delft.

## QCRYPT-Konferenz
Im Jahr 2011 gründeten Wehner und andere die QCRYPT-Konferenzreihe, die seither jährlich an wechselnden Orten weltweit stattfindet. Die letzte Konferenz 2024 wurde in Vigo (Spanien) organisiert.

## Quanten-Internet-Allianz
Stephanie Wehner ist die Koordinatorin der Quantum Internet Alliance, die im Oktober 2018 von der Europäischen Kommission mit zehn Millionen Euro ausgezeichnet wurde. Sie kommentierte die Vergabe mit der Möglichkeit, Europa an der Spitze dieses faszinierenden Bereichs der Forschung und technologischen Entwicklung halten zu können.

## Veröffentlichungen
Zu ihren Veröffentlichungen gehören:
- Jonathan Oppenheim, Stephanie Wehner: The uncertainty principle determines the nonlocality of quantum mechanics. In: Science. Band 330, Nr. 6007, 2010, S. 1072–1074, doi:10.1126/science.119206.
- Bas Hensen et al.: Loophole-free Bell inequality violation using electron spins separated by 1.3 kilometres. In: Nature. Band 526, Nr. 7575, 2015, S. 682, doi:10.1038/nature15759.
- Axel Dahlberg, Jonas Helsen, Stephanie Wehner: Counting single-qubit Clifford equivalent graph states is #P-Complete. In: Journal of Mathematical Physics. Band 61, 2020, S. 022202, doi:10.1063/1.5120591.

## Auszeichnungen
- 2019 Ammodo Science Award[7]
- 2022 Mitglied der Königlich Niederländischen Akademie der Wissenschaften
- 2025 Körber-Preis für die Europäische Wissenschaft